# Modibo Diarra
Modibo Diarra (Abidjan, 1º luglio 1983) è un ex calciatore ivoriano, di ruolo centrocampista.

## Carriera
Dal 1999 al 2004 segna in totale 53 gol in 62 partite nel campionato ivoriano, competizione in cui gioca per altri due anni con l'ASEC Mimosas segnando in tutto 21 gol in 38 partite e vincendo un campionato ed una coppa nazionale; con la maglia dell'ASEC arriva anche fino alla semifinale di CAF Champions League 2006. Passa poi all'Al Nasr, nella massima serie degli Emirati Arabi Uniti; successivamente segna 44 gol in 30 partite nella seconda divisione degli Emirati Arabi Uniti con l'Ajman, risultando essere il capocannoniere del campionato e conquistando la promozione in massima serie. Dopo una parentesi nella stessa categoria con il Dubai Club, nella stagione 2008-2009 vince questo campionato con la maglia del Banyias segnando anche 12 gol in 14 partite; successivamente segna 13 gol in massima serie sempre con la stessa squadra. Con l'Al-Wahda segna un gol in 2 partite in campionato e disputa 2 incontri del Coppa del mondo per club FIFA 2010.
Milita poi nel Le Mans, nella seconda serie francese, e nell'Emirates, nella massima serie degli Emirati Arabi Uniti.

## Palmarès

### Club

#### Competizioni nazionali
- Campionato ivoriano: 2

ASEC Mimosas: 2005, 2006
- Coppa della Costa d'Avorio: 1

ASEC Mimosas: 2005
- UAE Second Division: 1

Banyias: 2008-2009
- UAE Super Cup: 1

Al-Wahda: 2011

### Individuale
- Capocannoniere della seconda divisione degli Emirati Arabi Uniti: 3

2006-2007 (44 gol), 2012-2013 (24 gol), 2013-2014 (27 gol)